# Peltophryne florentinoi
Peltophryne florentinoi é uma espécie de anfíbio anuros da família Bufonidae. Está presente em Cuba. A UICN classificou-a como em perigo crítico.